# 88961 Valpertile
88961 Valpertile è un asteroide della fascia principale. Scoperto nel 2001, presenta un'orbita caratterizzata da un semiasse maggiore pari a 2,7074656 UA e da un'eccentricità di 0,0952639, inclinata di 7,75105° rispetto all'eclittica.
L'asteroide è dedicato all'italiano Valerio Pertile.